# Constantino Salinas
Constantino Salinas Jaca (Alsasua, Navarra, 12 de diciembre de 1886 - Buenos Aires, 14 de octubre de 1966) fue un médico y político socialista español.

## Biografía
Hijo de un alcalde liberal de Alsasua, estudió medicina en Zaragoza. Entre 1903 y 1918 militó en las filas republicanas y desde entonces en el PSOE. También fue miembro de la masonería desde 1923.
Fue elegido concejal de Alsasua en las elecciones del 12 de abril de 1931, y tras la constitución del ayuntamiento, teniente de alcalde. Tras la proclamación de la República, el Gobierno provisional le nombró vicepresidente de comisión gestora de la Diputación Foral de Navarra, elegida bajo la monarquía. Desde su puesto en la Diputación, gestionó el traslado al hospital construido junto a Barañáin, el Hospital de Navarra, a los niños que estaban en la inclusa.
Partidario del Estatuto de Autonomía Vasco-Navarro, presidió la Asamblea de Municipios, que se celebró en Pamplona el 19 de junio de 1932.
Salinas pertenecía a la facción prietista del PSOE, enfrentada a la caballerista, cuyo máximo dirigente en Navarra era Ricardo Zabalza. En octubre de 1934, tras la Revolución fue encarcelado. Fue el representante socialista en el Frente Popular Navarro y candidato en las elecciones a Cortes de 1936, sin conseguir escaño. Ese año dirigía el periódico de la UGT en Navarra, ¡¡Trabajadores!!. Denunció los entrenamientos que los requetés realizaban en la sierra de Urbasa.
Tras el golpe de Estado a la Segunda República Española se trasladó a Guipúzcoa. Durante la Guerra Civil tuvo puestos de administración sanitaria. En Bilbao fue nombrado director general de Hospitales de Euskadi y en Santander, en la retirada organizó el Hospital Magdalena. Al caer este frente se exiliaría primero a Francia para volver después al territorio republicano en Cataluña antes de emigrar a Argentina, en 1941. En la Patagonia estuvo hasta 1952 como médico de Salud Pública. Desde allí presidió el Consejo de Navarra (constituido en 1945), en una síntesis de vasquistas del socialismo y el nacionalismo republicano.
Fue condenado en rebeldía a 12 años por el Tribunal Especial para la Represión de la Masonería y el Comunismo en sentencia de 5 de mayo de 1945 por realizar actividades masónicas.
Fue consuegro de Niceto Alcalá Zamora cuando una de sus hijas se casó con un hijo del expresidente de la República. Alcalá Zamora, a su vez, también era consuegro de Gonzalo Queipo de Llano que se había sublevado contra la República.
Murió en el exilio en Buenos Aires, Argentina el 14 de octubre de 1966.